# Melochia longidentata
Melochia longidentata är en malvaväxtart som beskrevs av A. Goldberg. Melochia longidentata ingår i släktet Melochia och familjen malvaväxter. Inga underarter finns listade i Catalogue of Life.